# 扶筐一
天龍座46，又名BD+55 2107，HD 173524、SAO 31119、HR 7049，是天龍座的一颗恒星，视星等为5.04，位于銀經84.94，銀緯23.29，其B1900.0坐标为赤經18h 40m 41.7s，赤緯+55° 23.29′ 17″。